# Флороценотип
Флороценотип — це сукупність рослинних формацій, едифікатори яких пройшли загальну адаптивну еволюцію під впливом певних тривало існуючих умов на певній території, що заянята визначеним типом флори.